# Жизнь и смерть Харриетт Фрин
«Жизнь и смерть Харриетт Фрин» (англ. Life and Death of Harriett Frean) — роман английской писательницы Мэй Синклер, вышедший в 1922 году.

## Сюжет
Жизнь и смерть Харриетт Фрин это история Харриетт Фрин, женщины, которая так боится жизни, что в конце концов отговаривает себя от нее. Харриетт воспитывали, чтобы стать идеальной викторианской женщиной. Харриетт гордится своим самопожертвованием (которое, по ее мнению, является высшей любовью из всех), но когда она влюбляется в жениха своей лучшей подруги, она вынуждена подвергать сомнению все, что, по ее мнению, она знала. Решив не следовать своему сердцу, Харриетт проводит остаток своей жизни, пытаясь убедить себя, что поступила правильно. Автор Джонатан Коу описывает Харриетт как «маленькую идеальную жемчужину книги».